# Родни Павола
Родни Ерланд „Род” Павола (енгл. Rodney Earland "Rod" Paavola; Хенкок, 21. август 1939 − 3. децембар 1995) био је амерички хокејаш на леду који је играо на позицијама одбрамбеног играча.
Као члан сениорске репрезентације Сједињених Држава освојио је златну олимпијску медаљу на ЗОИ 1960. у америчком Скво Валију.